# Rose Gilman
Rose Victòria Birgitte Louise Gilman (Windsor, 1 de març de 1980) és la filla menor del duc i la duquessa de Gloucester. El 2021, ocupava el 36è lloc en la línia de successió al tron britànic.

## Joventut
Lady Rose va néixer a l'Hospital de St. Mary's. Aleshores ocupava el 12è lloc en la línia de successió. Va ser batejada el 13 de juliol de 1980 a l'església de St Andrew al poble de Barnwell al comtat de Northamptonshire. Els seus padrins eren Eduard de Wessex i Sarah Chatto. Va assistir a l'escola St George's School a Ascot i va créixer al Palau de Kensington.
Lady Rose treballa en la indústria del cinema com a assistent artística sota el nom de Rose Windsor. Va treballar en la pel·lícula de 2007, Harry Potter and the Order of the Phoenix, com també en Harry Potter and the Half-Blood Prince, Margaret Thatcher: The Long Walk to Finchley i la sèrie Little Britain.

## Família
Lady Rose Windsor va anunciar el seu compromís el 16 de novembre de 2007 amb George Gilman, fill de Peter JI Gilman. Es van casar el 19 de juliol de 2008 a la capilla de Queen 's Chapel al palau de Saint James a Londres. A part de la seva família immediata, també hi van assistir el comte i la comtessa de Wessex, Ana del Regne Unit, Peter i Autumn Phillips, Daniel i Sarah Chatto i Catherine Middleton, que va atreure l'atenció dels mitjans per assistir sense el seu nuvi, ara marit, el príncep Guillem.
Lady Rose i el seu marit tenen una filla, Lyla Beatrix Christabel Gilman, nascuda el 30 de maig de 2010, i un fill, Rufus Frederick Montagu, nascut el 2 de novembre de 2012.
Fins al 26 de març de 2015, Rufus va avançar Lyla en la línia de successió del tron britànic, ja que la llei va donar prioritat als fills sobre les seves filles. Quan la successió a la Crown Act 2013 va entrar en vigor en tots els regnes de la Commonwealth el 2015, els germans es van veure afectats pel canvi de llei, que va invertir el lloc de Lyla en ordre de successió amb el del seu germà menor. El mateix va succeir amb els seus primers cosins, Senna i Tāne Lewis.